# Orobainosoma filicis
Orobainosoma filicis är en mångfotingart som beskrevs av Karl Wilhelm Verhoeff 1929. Orobainosoma filicis ingår i släktet Orobainosoma och familjen Haaseidae. Utöver nominatformen finns också underarten O. f. ossiacum.